# Trigona albipennis
Trigona albipennis là một loài Hymenoptera trong họ Apidae. Loài này được Almeida mô tả khoa học năm 1992.